# David Simón
David Simón Rodríguez Santana (Las Palmas de Gran Canaria, 31 dicembre 1988) è un calciatore spagnolo, difensore del Kīfisias.

## Caratteristiche tecniche
È un terzino destro.

## Palmarès

### Club

#### Competizioni nazionali
- Souper Ligka Ellada 2: 1

Kīfisias: 2024-2025 (gruppo B)